# Porwanie Sabinek (Giambologna)
Porwanie Sabinek – grupa rzeźbiarska autorstwa Giambologni stanowiąca część wielkoksiążęcego wyposażenia Loggia dei Lanzi przy Piazza della Signoria we Florencji.
Grupa ma ponad 410 cm wysokości i przedstawia młodzieńca podtrzymującego ponad swoją głową dziewczynę, podczas gdy między nogami młodego mężczyzny kłębi się postać starca; z tego powodu rzeźba jest też nazywana trzema etapami życia człowieka.
W podstawę została wmontowana brązowa płytka z przedstawieniem porwania, na której różne możliwe kombinacje figur zostały powtórzone w różnych rozmiarach i z zastosowaniem różniących się poziomów głębi płaskorzeźby. Posąg został ustawiony w Loggia dei Lanzi (Loggia della Signoria) razem z szeregiem innych dzieł rzeźbiarskich takich jak Perseusz z głową Meduzy Benvenuto Celliniego w celu zatarcia pierwotnego charakteru loży, która pełniła fundamentalne funkcje reprezentacyjne za czasów rządu republikańskiego; w ten sposób powstało swoiste muzeum na otwartym powietrzu. Początkowo w miejscu gdzie obecnie znajduje się Porwanie Sabinek znajdowała się brązowa Judyta Donatella. Symboliczne znaczenie i dzieje posągu (młoda Żydówka odcinająca głowę tyranowi, swego rodzaju żeński odpowiednik Dawida, została objęta sekwestrem przez Gminę Florencką w ciągu jednej z rewolt skierowanych przeciwko rządom Medyceuszy), a ponadto mniejsza skala dzieła podkreślona wielkością potężnych arkad były przyczyną przeniesienia Judyty w pobliże Palazzo Vecchio i postawienia na tym samym miejscu dzieła wygodniejszego pod względem treści i bardziej odpowiadającego skali otoczenia w 1583 r.
Jean de Boulogne zwany il Giambologna otrzymał zlecenie na figurę jako nadworny rzeźbiarz rodziny Medyceuszy. Giambologna tworząc Porwanie Sabinek postanowił wykorzystać technikę rzeźbiarską autorów starożytnych (wierzono, że byli oni w stanie wyrzeźbić jedną grupę w jednolitym bloku marmuru, co jak się później okazało było błędnym przekonaniem). Wyrzeźbienie tak dużej kompozycji w jednym bloku wymagało od Giambologni ogromnego wysiłku; de Boulogne zdołał osiągnąć bardzo rozmaite efekty kompozycyjne, przede wszystkim udało mu się stworzyć pierwszą rzeźbę przeznaczoną do oglądania z wielu punktów, niejako zachęcającą oglądającego do okrążenia grupy rzeźbiarskiej i obserwowania jej z różnych miejsc.
W Museo dell’Accademia znajduje się gipsowa kopia dzieła. Kompozycja narażona na działanie czynników środowiskowych i akty wandalizmu (znany jest przypadek grupy osób pod wpływem alkoholu, które wspięły się na rzeźbę, aby włożyć w rękę młodej kobiety pustą butelką powodując znaczne szkody) oraz na oddziaływanie smogu i zmian degradacyjnych w strukturze krystalicznej marmuru wymagała niezbędnej serii zabiegów konserwatorskich.
Kompleksową renowację rzeźby przeprowadzono w 2001 r. i od tamtego czasu stan obiektu jest monitorowany. W 2007 r. zauważono, że pomimo pokrycia dzieła warstwą substancji ochronnej na powierzchni kamienia pojawiły się oznaki degradacji spowodowanej czynnikami atmosferycznymi. W 2008 r. zakończono cykl badań, który niemal jednogłośnym zdaniem specjalistów powinien zakończyć się przeniesieniem obiektu do muzeum, co wiązałoby się ze znaczącym uszczupleniem dekoracji artystycznej Piazza della Signoria; specjaliści są jednak z drugiej strony niechętni najprostszemu rozwiązaniu polegającemu na zastąpieniu oryginału kopią, gdyż mogłoby to prowadzić do degradacji muzeum w przestrzeni miejskiego placu i utraty zainteresowania nim widzów. Zamiast tego rozważa się stworzenie pod arkadami rodzaju muzeum wirtualnego. Przeniesienie rzeźby z Loggia dei Lanzi wydaje się jednak nieuniknione i będzie wiązać się z umieszczeniem jej w Galleria dell’Accademia (gdzie mogłaby być eksponowana razem z kopią gipsową lub na jej miejscu) lub w Palazzo Vecchio.